# Amtsgericht Waren (Müritz)

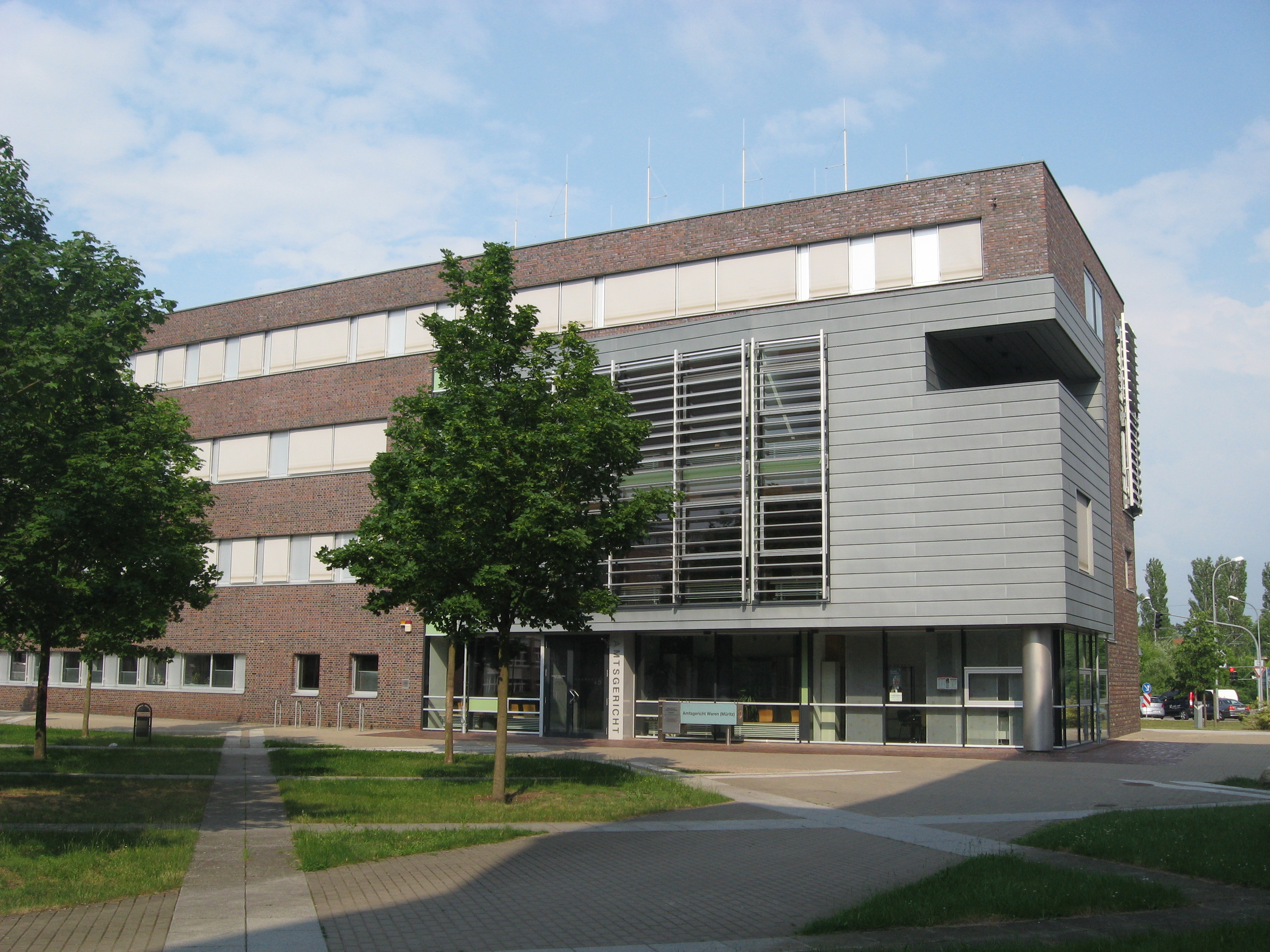
Gebäude des Amtsgerichts Waren (Müritz), 2011

Das Amtsgericht Waren (Müritz) ist ein Gericht der ordentlichen Gerichtsbarkeit des Landes Mecklenburg-Vorpommern im Bezirk des Landgerichts Neubrandenburg.

## Gerichtssitz und -bezirk

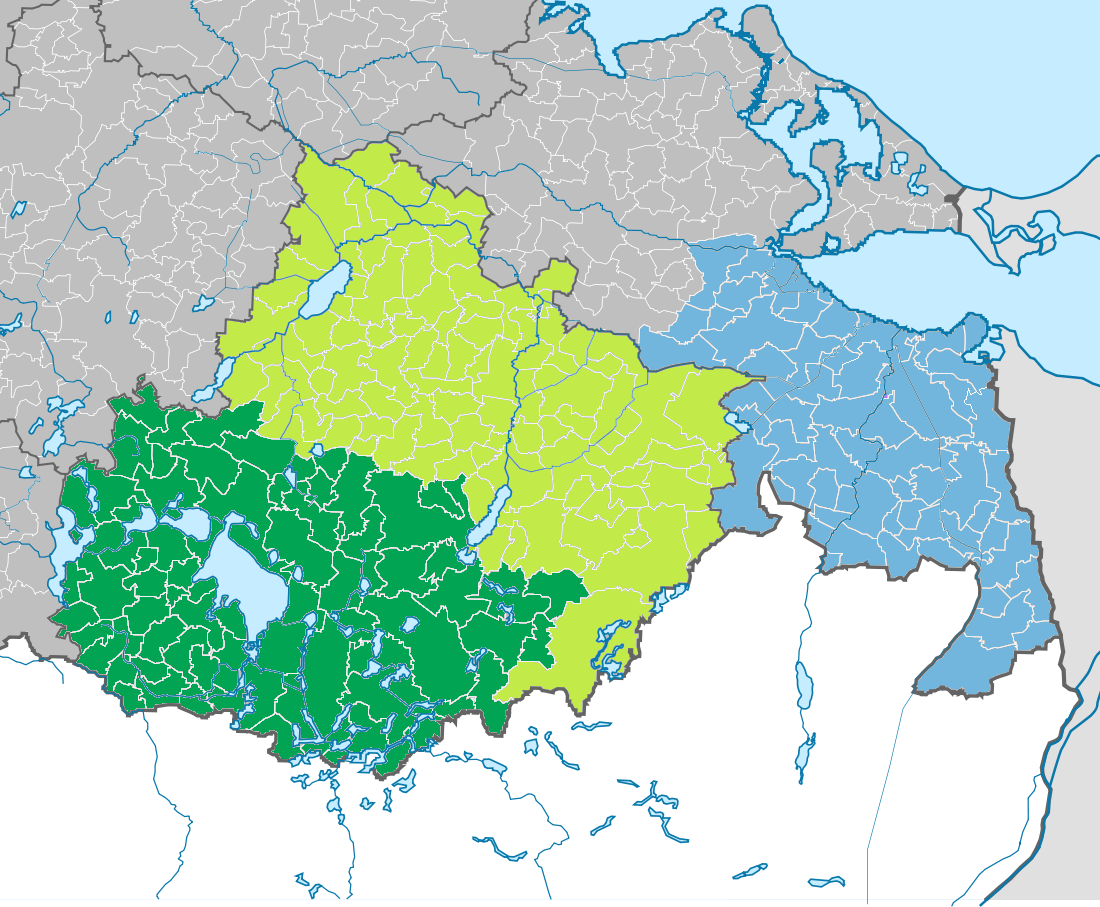
Gerichtsbezirke der dem LG Neubrandenburg nachgeordneten Amtsgerichte seit dem 28. September 2015
AG Waren (Müritz)
AG Neubrandenburg
AG Pasewalk

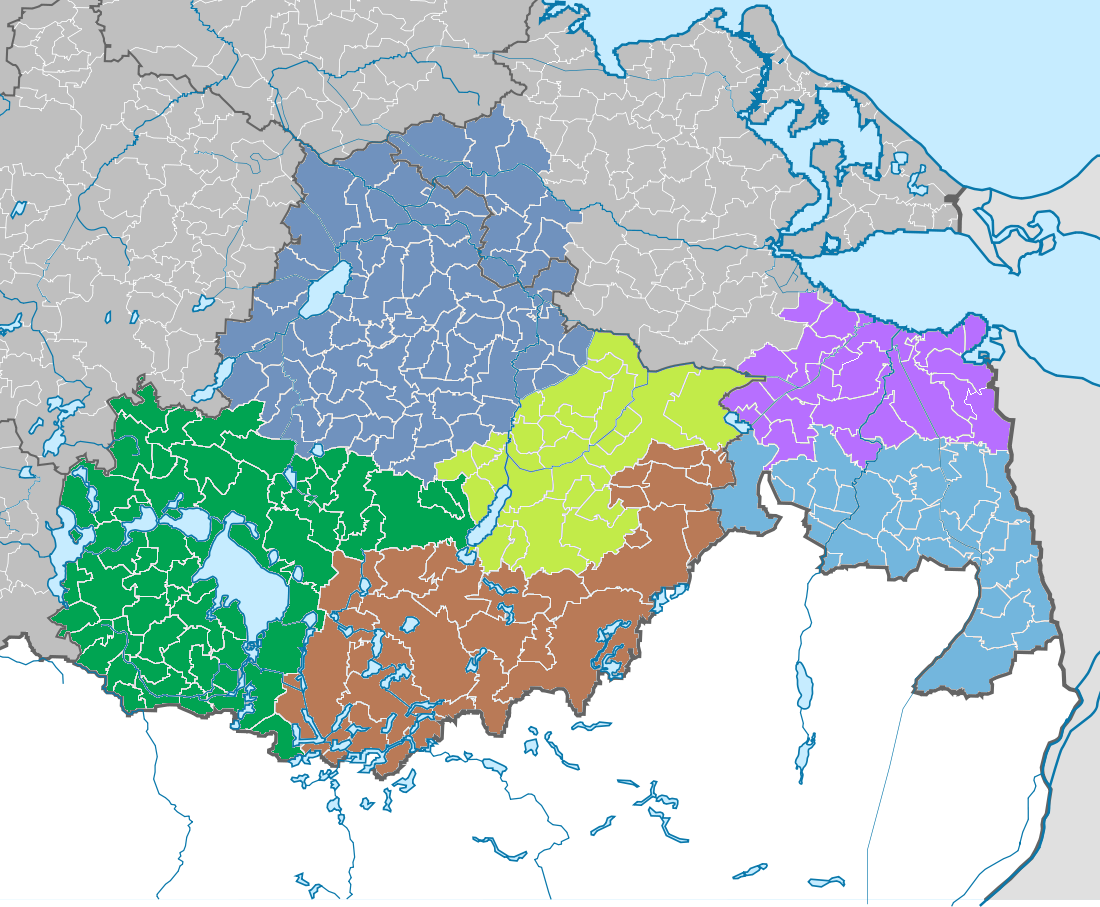
Gerichtsbezirke der dem LG Neubrandenburg nachgeordneten Amtsgerichte bis zum 5. Oktober 2014
AG Waren (Müritz)
AG Demmin
AG Neustrelitz
AG Neubrandenburg
AG Ueckermünde
AG Pasewalk

Das Gericht hat seinen Sitz in Waren (Müritz).
Der Gerichtsbezirk umfasste bis zum 2. Februar 2015 das Gebiet der folgenden Städte und Gemeinden.
| - Alt Schwerin, - Altenhof, - Ankershagen, - Bollewick, - Buchholz, - Bütow, - Dratow-Schloen, - Fincken, - Fünfseen, | - Göhren-Lebbin, - Gotthun, - Grabow-Below, - Grabowhöfe, - Groß Kelle, - Groß Plasten, - Hohen Wangelin, - Jabel, - Kargow, | - Kieve, - Klink, - Klocksin, - Kuckssee, - Lärz, - Leizen, - Ludorf, - Malchow, - Massow, | - Melz, - Möllenhagen, - Moltzow, - Nossentiner Hütte, - Peenehagen, - Penkow, - Penzlin, - Priborn, - Rechlin, | - Röbel/Müritz, - Schwarz, - Sietow, - Silz, - Stuer, - Torgelow am See, - Varchentin, - Vipperow, - Vollrathsruhe, | - Walow, - Waren (Müritz), - Wredenhagen, - Zepkow und - Zislow |

Folgende Städte und Gemeinden wurden durch Umwandlung des Amtsgerichts Neustrelitz in eine Zweigstelle des Amtsgerichts Waren (Müritz) in dessen Bezirk am 2. Februar 2015 eingegliedert.
| - Blankensee, - Blumenholz, - Carpin, - Godendorf, - Grünow, - Hohenzieritz, - Klein Vielen, - Kratzeburg, | - Mirow, - Möllenbeck, - Neustrelitz, - Priepert, - Userin, - Wesenberg, - Wokuhl-Dabelow und - Wustrow |

Damit wurde der ursprünglich etwa 1710 km2 große Gerichtsbezirk durch die Gerichtsstrukturreform auf etwa 2610 km2 vergrößert. In ihm leben ungefähr 99.000 Einwohner.
Das Amtsgericht Waren (Müritz) ist als Schifffahrtsgericht sowohl sachlich als auch örtlich zuständig in Binnenschifffahrtssachen im ersten Rechtszug für den Bezirk des Oberlandesgerichts Rostock und somit für ganz Mecklenburg-Vorpommern.

## Gebäude

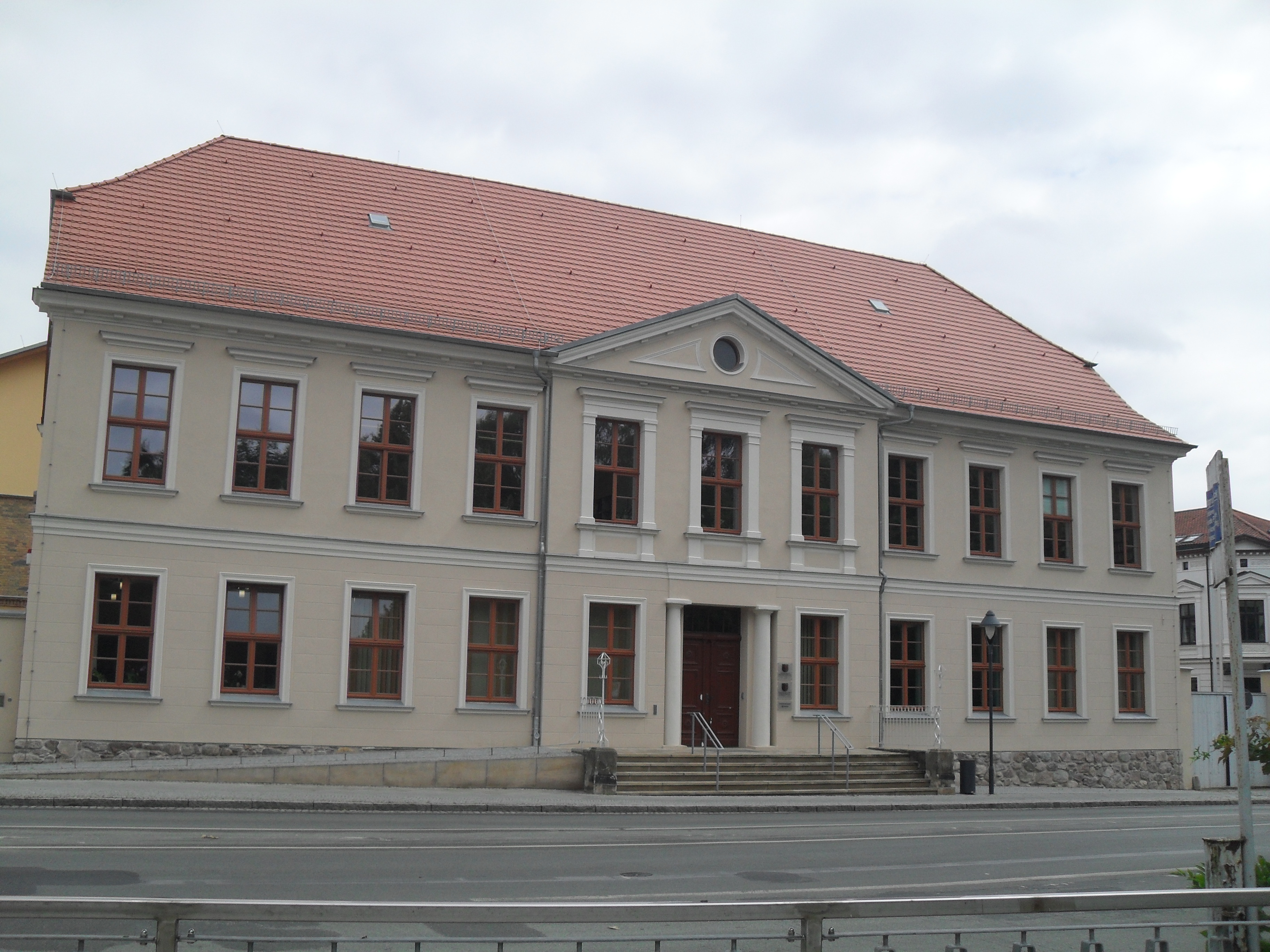
Zweigstelle des AG in Neustrelitz, zugleich Hauptgebäude des LSG M–V (2015)

Das Gerichtsgebäude befindet sich in der Straße Zum Amtsbrink 4 am Bürger- und Verwaltungszentrum in der Nähe des Stadtzentrums von Waren (Müritz).
Die Zweigstelle Neustrelitz ist unter der Anschrift Tiergartenstraße 5 in Neustrelitz untergebracht.

## Übergeordnete Gerichte
Dem Amtsgericht Waren (Müritz) ist das Landgericht Neubrandenburg übergeordnet. Zuständiges Oberlandesgericht ist das Oberlandesgericht Rostock.
Für Berufungen und Beschwerden gegen Entscheidungen des Amtsgerichts Waren (Müritz) in Binnenschifffahrtssachen ist das Hanseatische Oberlandesgericht als Schifffahrtsobergericht zuständig.

## Geschichte

### Mecklenburg-Schwerin
Im Rahmen der Reichsjustizgesetze wurden die bestehenden Gerichte des Großherzogtums Mecklenburg-Schwerin aufgelöst und Amts-, Landes- und Oberlandesgerichte gebildet. Das Amtsgericht Waren war dem Landgericht Güstrow und dem Oberlandesgericht Rostock nachgeordnet. Am Gericht bestand 1880 eine Richterstelle. Das Amtsgericht war damit ein kleines Amtsgericht im Landgerichtsbezirk.
Sein Gerichtsbezirk umfasste die Stadt Waren und Teile der ritterschaftlichen Ämter Lübz, Neustadt, Stavenhagen und Wredenhagen.

### DDR
In der DDR wurden die Amtsgerichte 1952 aufgelöst und einheitlich Kreisgerichte gebildet. In Waren entstand so das Kreisgericht Waren, welches dem Bezirksgericht Neubrandenburg nachgeordnet war. Gerichtssprengel war der Kreis Waren.

### Nach dem Jahr 1989
Nach dem Zusammenbruch der DDR wurden die Kreisgerichte wieder aufgehoben und erneut Amtsgerichte, darunter das Amtsgericht Waren, gebildet.